# Lijst van rijksmonumenten in Vierhouten
De plaats Vierhouten telt 20 inschrijvingen in het rijksmonumentenregister. Hieronder een overzicht.
| Object                                           | Oorspronkelijke functie? | Bouwjaar                        | Architect          | Locatie                | Coördinaten?                  | Nr.?   | Afbeelding                                    |
| ------------------------------------------------ | ------------------------ | ------------------------------- | ------------------ | ---------------------- | ----------------------------- | ------ | --------------------------------------------- |
| De Jonge Stee, Boerderij met hoog rieten wolfdak | Boerderij                | 1819                            |                    | Plaggeweg 26           | 52° 20' 4" NB, 5° 49' 43" OL  | 30859  | Meer afbeeldingen                             |
| Grafheuvel                                       | Archeologisch monument   | Neolithicum en/of Bronstijd     |                    |                        | 52° 18' 47" NB, 5° 49' 38" OL | 45501  | Upload foto                                   |
| Grafheuvel                                       | Archeologisch monument   | Neolithicum en/of Bronstijd     |                    |                        | 52° 19' 33" NB, 5° 51' 23" OL | 45502  | Upload foto                                   |
| Terrein waarin twee grafheuvels                  | Archeologisch monument   | Neolithicum of Vroege Bronstijd |                    |                        | 52° 19' 6" NB, 5° 48' 37" OL  | 45815  | Upload foto                                   |
| Grafheuvel                                       | Archeologisch monument   | Neolithicum en/of Bronstijd     |                    |                        | 52° 19' 46" NB, 5° 48' 53" OL | 45816  | Upload foto                                   |
| Terrein waarin acht grafheuvels                  | Archeologisch monument   | Neolithicum en/of Bronstijd     |                    |                        | 52° 19' 9" NB, 5° 50' 3" OL   | 45819  | Upload foto                                   |
| Grafheuvel                                       | Archeologisch monument   | Neolithicum en/of Bronstijd     |                    |                        | 52° 19' 17" NB, 5° 51' 24" OL | 45820  | Upload foto                                   |
| Terrein waarin twee grafheuvels                  | Archeologisch monument   | Neolithicum en/of Bronstijd     |                    |                        | 52° 20' 6" NB, 5° 50' 26" OL  | 45821  | Upload foto                                   |
| Noorderheide                                     | Kasteel, buitenplaats    | 1938-1941                       | F.A.Eschauzier     | Elspeterbosweg 179     | 52° 18' 52" NB, 5° 49' 3" OL  | 523969 | Noorderheide                                  |
| Tuin bij landhuis Noorderheide                   | Tuin, park en plantsoen  | 1938-1941                       | J. Voorhoeve       | Elspeterbosweg bij 177 | 52° 18' 45" NB, 5° 49' 0" OL  | 523970 | Upload foto                                   |
| Waterput bij landhuis Noorderheide               | Boerderij                | 1938-1941                       | F.A.Eschauzier     | Elspeterbosweg bij 177 | 52° 18' 52" NB, 5° 49' 3" OL  | 523971 | Upload foto                                   |
| Diverse waterwerken bij landhuis Noorderheide    | Tuin, park en plantsoen  | 1938-1955                       |                    | Elspeterbosweg bij 177 | 52° 18' 45" NB, 5° 49' 0" OL  | 523972 | Diverse waterwerken bij landhuis Noorderheide |
| Piramides van zwerfkeien                         | Gedenkteken              | 1938-1955                       | D.G. van Beuningen | Elspeterbosweg bij 177 | 52° 18' 45" NB, 5° 49' 0" OL  | 523973 | Piramides van zwerfkeien                      |
| Dubbele dienstwoning bij landhuis Noorderheide   | Dienstwoning             | 1938-1941                       | F.A.Eschauzier     | Elspeterbosweg 173     | 52° 18' 52" NB, 5° 49' 3" OL  | 523974 | Meer afbeeldingen                             |
| Lataarnpaal bij landhuis Noorderheide            | Straatmeubilair          | 1938-1941                       | F.A.Eschauzier     | Elspeterbosweg bij 173 | 52° 18' 45" NB, 5° 49' 0" OL  | 523975 | Upload foto                                   |
| Toegangshek met muur                             | Erfscheiding             | 1938-1941                       | F.A.Eschauzier     | Elspeterbosweg bij 173 | 52° 18' 45" NB, 5° 49' 0" OL  | 523976 | Upload foto                                   |
| Twee toegangskolommen                            | Grensafbakening          | 1938-1941                       | F.A.Eschauzier     | Elspeterbosweg bij 173 | 52° 18' 45" NB, 5° 49' 0" OL  | 523977 | Upload foto                                   |
| Kamphuis 'Paasheuvel' en het gastenverblijf      | Sport en recreatie       | 1923                            | J.H. Mulder        | 't Frusselt bij 30     | 52° 19' 49" NB, 5° 49' 17" OL | 523996 | Meer afbeeldingen                             |
| Kamphuis 'Rode Valkennest'                       | Sport en recreatie       | 1928                            | J.H. Mulder        | 't Frusselt bij 30     | 52° 19' 49" NB, 5° 49' 17" OL | 523997 | Upload foto                                   |
| Evenementenhal De Zonnehal                       | Sport en recreatie       | Zonnehal                        | J.H. Mulder        | 't Frusselt bij 30     | 52° 19' 49" NB, 5° 49' 17" OL | 523998 | Meer afbeeldingen                             |